# Patrick Vieira
Patrick Vieira (Dakar, 23. lipnja 1976.) je umirovljeni francuski reprezentativac i sadašnji nogometni trener. Rođen je u Senegalu u zelenortskoj komuni. Kad je imao 8 godina njegova obitelj preselila se u Pariz. Vieira se u rodnu državu nije vratio do 2003. godine.
Trenutačno je trener Genoe.